# Twyford (Buckinghamshire)
Twyford è un villaggio e parrocchia civile dell'Inghilterra, appartenente alla contea del Buckinghamshire.